# Igor Guzenko

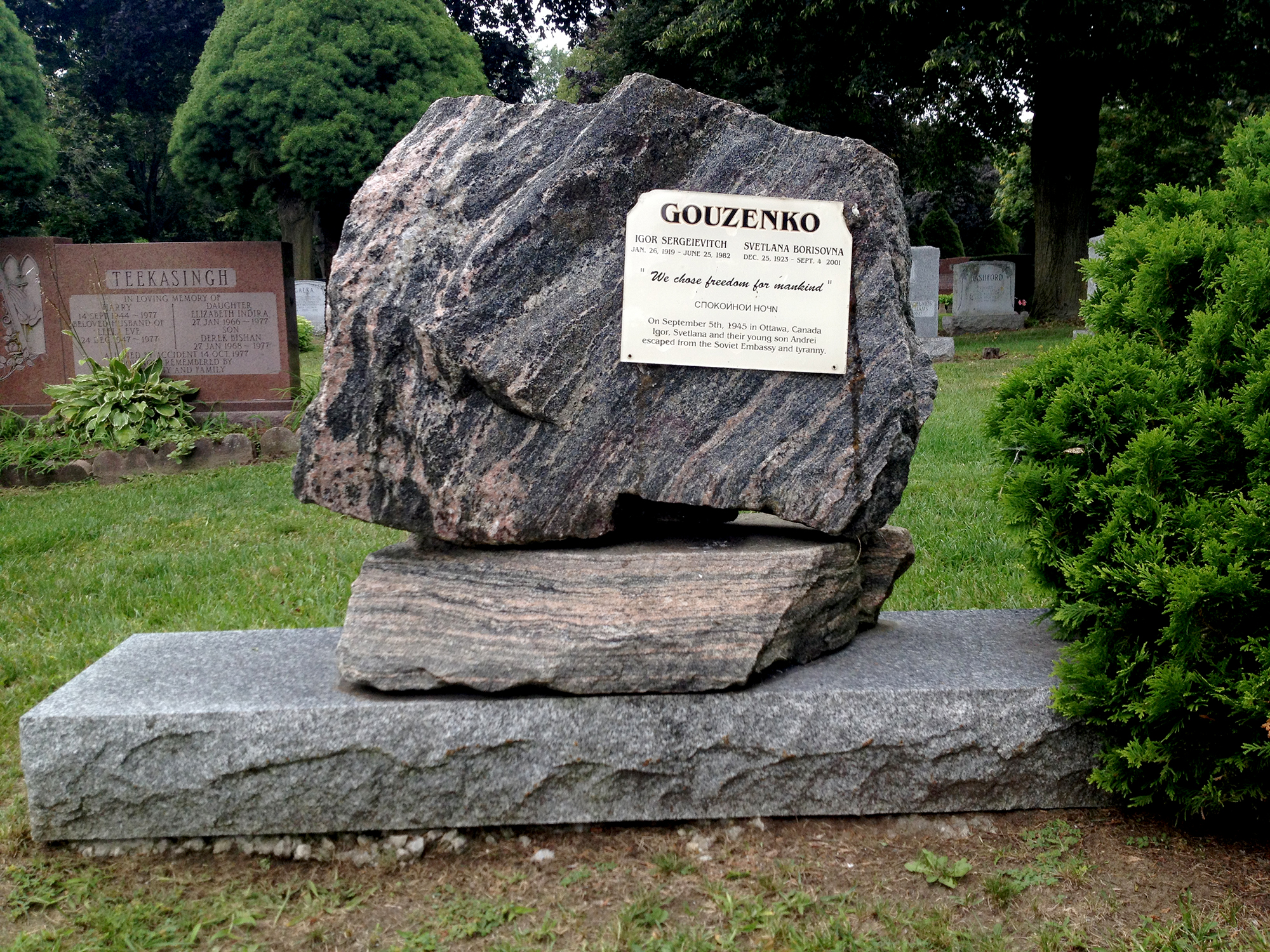
Nagrobek Igora Guzenki

Igor Siergiejewicz Guzenko (ros. Игорь Сергеевич Гузенко, ur. 13 stycznia 1919 w Rogaczowie, zm. 8 lipca 1982 w Mississauga) – szyfrant ambasady Związku Radzieckiego w Ottawie.
W 1941 został wcielony w szeregii Armii Czerwonej. W czerwcu 1943 jako szyfrant przydzielony pułkownikowi GRU Nikołajowi Zabotinowi został wysłany razem ze swym przełożonym do Ottawy w Kanadzie. W czasie misji w Kanadzie, mającej za zadanie zdobywanie informacji o budowanej przez USA broni atomowej, 5 września 1945 Guzenko zdezerterował zabierając ze sobą tajne dokumenty jako podstawę uzyskania azylu dla siebie i rodziny. Dokumenty przekazał władzom Kanady, co przyczyniło się do wykrycia i likwidacji radzieckiej siatki szpiegowskiej. W konsekwecji jego kroku 9 osób trafiło do więziena. Uwięziony został również Fred Rose, członek parlamentu kanadyjskiego. W dokumentach przekazanych przez Guzenkę znajdowało się również nazwisko współpracującego z wywiadem radzieckim Klausa Fuchsa, jednak zostało przeoczone. Sprawa Guzenki jest czasem traktowana jako zdarzenie rozpoczynające okres zimnej wojny.
Historyk Jack Granatstein stwierdził, że [sprawa] Guzenki była początkiem zimnej wojny dla opinii publicznej, a dziennikarz Robert Fulford oznajmił: Jestem absolutnie pewien, zimna wojna zaczęła się w Ottawie. Także The New York Times był zdania, że działania Guzenki uświadomiły mieszkańcom Ameryki Północnej skalę sowieckiego szpiegostwa i zagrożenia z niego wynikające.
W konsekwencji informacji Guzenki siatka GRU w Kanadzie została rozbita, a szyfry przez niego przekazane umożliwiły rozwój operacji Venona.